# تری ابلید
تری ابلید (انگلیسی: Terry Ablade؛ زادهٔ ۱۲ اکتبر ۲۰۰۱) بازیکن فوتبال اهل فنلاند است که به صورت قرضی از فولام برای پارتیک تیستل در پست مهاجم بازی می‌کند.
وی همچنین در تیم‌های ملی فوتبال زیر ۱۷ سال فنلاند, زیر ۱۸ سال فنلاند, زیر ۱۹ سال فنلاند، و زیر ۲۱ سال فنلاند بازی کرده است.